# كاتسويوكي موتوهيرو
كاتسويوكي موتوهيرو (باللغة اليابانية: 本広克行) (ولد في 13 يوليو 1965) هو مخرج أفلام ياباني.

## روابط خارجية
- كاتسويوكي موتوهيرو على موقع IMDb (الإنجليزية)
- كاتسويوكي موتوهيرو على موقع ألو سيني (الفرنسية)
- كاتسويوكي موتوهيرو على موقع ميوزك برينز (الإنجليزية)
- كاتسويوكي موتوهيرو على موقع أول موفي (الإنجليزية)
- كاتسويوكي موتوهيرو على موقع قاعدة بيانات الأفلام السويدية (السويدية)
- كاتسويوكي موتوهيرو على موقع قاعدة بيانات الفيلم (الإنجليزية)
- كاتسويوكي موتوهيرو على موقع كينوبويسك (الروسية)